# ناثانيل نيل
ناثانيل نيل (بالإنجليزية: Nathaniel Neale)‏ هو لاعب دوري الرغبي نيوزلندي، ولد في 16 سبتمبر 1988 في أوكلاند في نيوزيلندا.